# 森外三郎
森 外三郎（もり ほかさぶろう、1865年9月20日〈慶応元年〉8月1日 - 1936年〈昭和11年〉3月6日）は、日本の数学者・教育者。

## 経歴
1865年、石川県生まれ。第三高等学校で学び、東京帝国大学理科大学に進んだ。1891年（明治24年）、東京帝国大学を卒業。
卒業後は、三重県尋常中学校教諭となった。第三高等学校教授、学習院教授などを歴任した。1909年（明治42年）よりイギリス・アメリカ合衆国・ドイツに留学し、当時欧米で最先端の教育として注目されていた新教育運動（日本では「大正自由教育運動」）に触れる。帰国後の1911年（明治44年）より京都府立第一中学校校長となり、1922年（大正11年）に第三高等学校校長に転じた。1931年（昭和6年）、三高で学生達の大規模なストライキがおこり、警察まで介入する事件となる。森は50名以上の学生に退学者出す処分を行い、自らも引責退任した。

## 著作
- 『代数学教科書（上）（下）』（金港堂、1904年）